# Mathilde Moraeau
Mathilde Moreau là một họa sĩ người Bờ Biển Ngà.

## Giáo dục và sự nghiệp
Bà học tại Ecole Nationale des Beaux Arts ở Abidjan, nơi bà đã nhận được DCSA (Văn bằng nâng cao về Mỹ thuật).  
Năm 1983-1994, bà là giáo sư mỹ thuật tại trường hiện đại Harris ở Abidjan. Sau đó làm giáo sư hội họa tại Ecole Nationale des Beaux Arts ở Abidjan trong khoảng thời gian 1994-2006.
Giữa 2003-2005, bà là nhà nghiên cứu tại Học viện Mỹ thuật Trung ương ở Bắc Kinh  về hội họa truyền thống Trung Quốc.
Từ năm 2006, bà là Giám đốc của Ecole Nationale des Beaux Arts ở Abidjan.
Bà là một trong những tiền thân của phong trào Vohou-Vohou sinh ra tại Đại học Nghệ thuật Abcjan của Abcjan vào những năm 1970. Vohou-Vohou là người từ chối sử dụng các vật liệu sơn rất đắt tiền. Tiền thân khác là: Yusuf Bath, Kra N'Guessan, Théodore Koudougnon, Mathilde Moreau.

## Triển lãm nhóm
- 20 tháng 9 - 20 tháng 11 năm 2008 Các nghệ sĩ châu Phi đang cư trú tại Viện Mỹ thuật Lưu trữ ngày 5 tháng 4 năm 2019 tại Wayback Machine Shenzen
- 5 tháng 6 - 5 tháng 7 năm 2008 Được quản lý bởi Yacouba Konate tại trụ sở của BICICI the Plateau. Các nghệ sĩ là; Abdoulaye Konate, Koffi Setordji, Ki Siriki, Michel Kodjo, Jean-Claude Henein, Mathilde Moreau, Youssouf Kourouma, Augustin Kassi, Jacoblen, Watt Kang, Mamery Ballo, Ange-Võ Shiner và Cherif Souleymane
- 16 3131 tháng 8 năm 1997 "Bộ sưu tập nghệ thuật của thế kỷ từ 1995 đến 2000", Piotrkòw Trybunalski, Ba Lan
- 19 Chân29 tháng 9 năm 1996 "Biên niên nghệ thuật đương đại châu Phi", Bảo tàng nghệ thuật châu Phi của IFAN Cheikh Anta Diop (Với 05 tác phẩm được chọn)
- 2 tháng 6 - 9 tháng 7 năm 1995 "Café des Artistes" tại Lausanne, Thụy Sĩ
- 24 tháng 11 - 8 tháng 12 năm 1993 "Graipesies", Biennale Keyboardbidjan ở Abidjan (Bờ biển Ngà)

## Triển lãm cá nhân
- 13 tháng 3 - 4 tháng 4 năm 2004 Triển lãm tại Trung tâm Văn hóa Châu Phi, Oslo, Na Uy
- 20 tháng 11 - 2 tháng 12 năm 2000 "Trở về Trung Quốc" tại Trung tâm văn hóa Pháp ở Abidjan
- Tháng 1 - Tháng 3 năm 2000 "Nghệ thuật châu Phi" tại Bắc Kinh và Thượng Hải (PRChina)
- 20 tháng 11 - 15 tháng 12 năm 1997 "Châu Phi đến trái tim" Paris, Pháp